# Святе сімейство

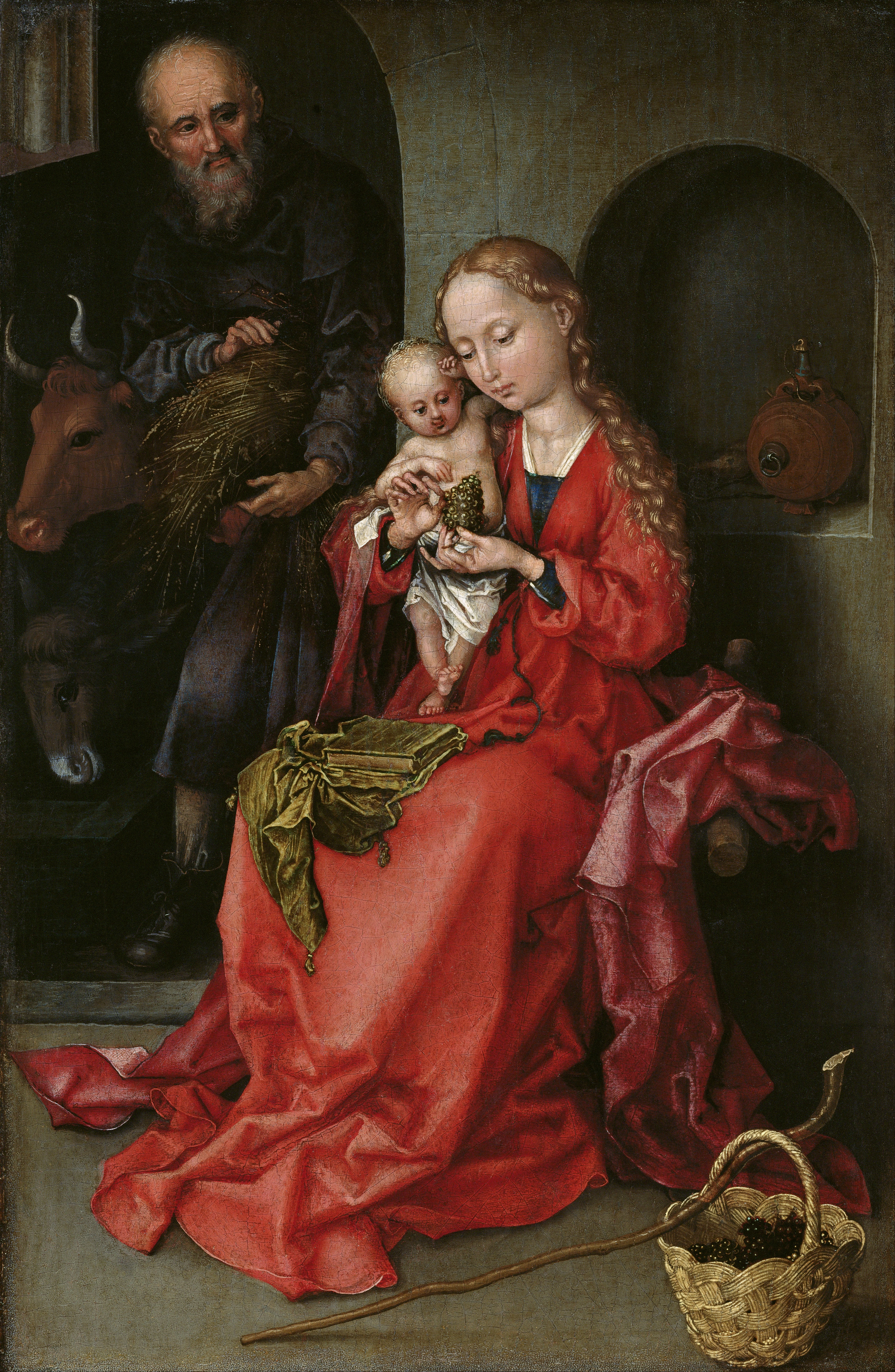
Святе сімейство (Шонгауер)

Святе́ сіме́йство, свята́ сім'я́ або свята́ роди́на (лат. Sancta Familia; ісп. Sagrada Familia, італ. Sacra Famiglia) — у християнстві немовля Ісус Христос з його матір'ю Дівою Марією і чоловіком Йосипом Обручником.
День Святого сімейства — у католицькій церкві свято, що відзначається в наступну неділю після Різдва Христового.
На зображеннях Святого сімейства також можуть бути родичка Марії праведна Єлисавета і її син немовля Іван Хреститель (троюрідний брат Ісуса), зрідка — чоловік Єлизавети священик Захарій, а також Свята Анна — матір діви Марії («розширений» варіант Св. сімейства).

## У культурі
- Свята родина (Шевченко)
- Святе сімейство (Шонгауер)

## Патрон
- Португалія: Ентронкаменту